# Cubillas de Santa Marta
Cubillas de Santa Marta es un municipio y localidad española de la provincia de Valladolid, en la comunidad autónoma de Castilla y León. Pertenece a la comarca de la Campiña del Pisuerga y se adscribe enológicamente a la Denominación de Origen de Cigales.

## Geografía

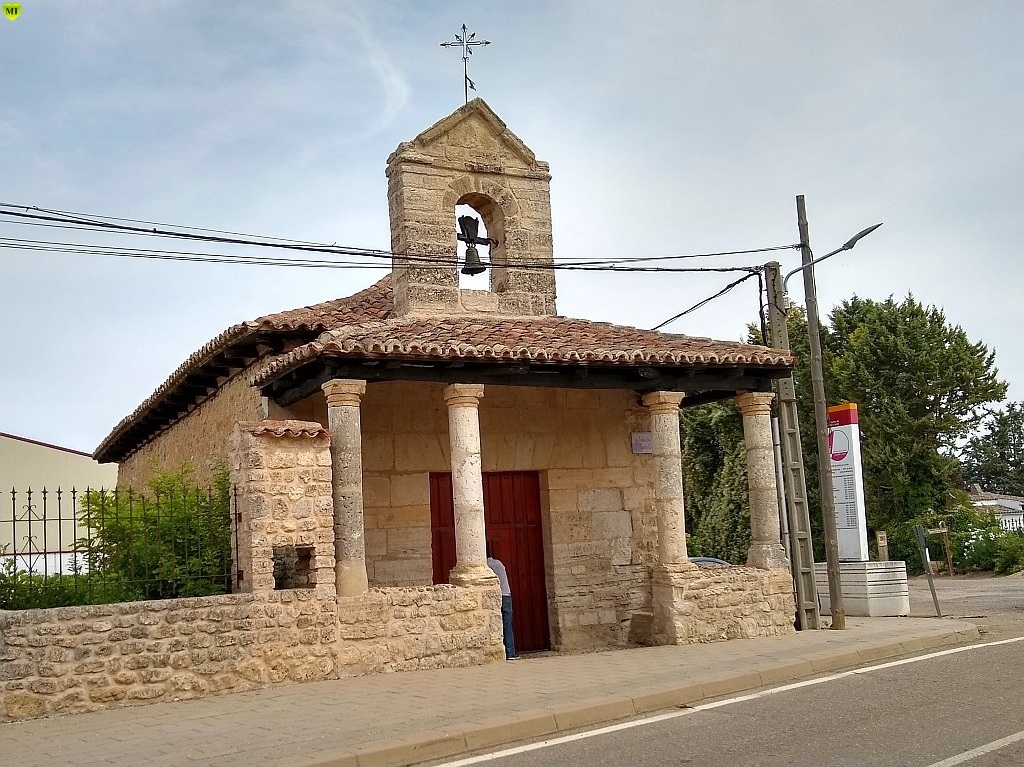
Ermita del Santo Cristo

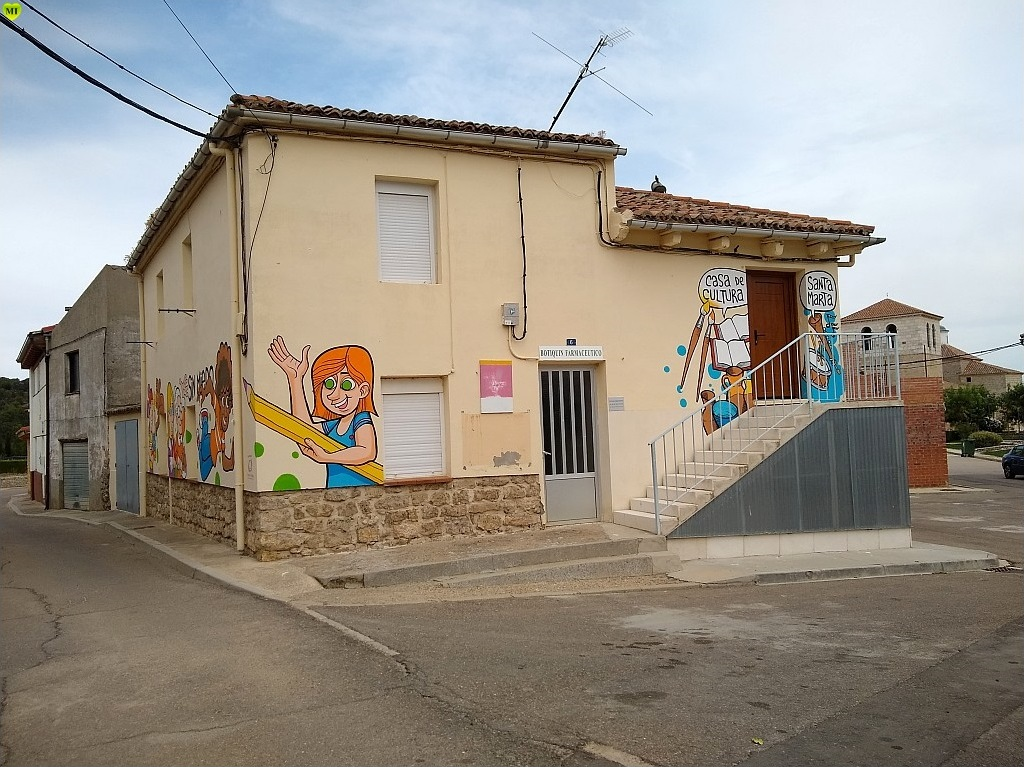
Casa de Cultura y botiquín farmacéutico

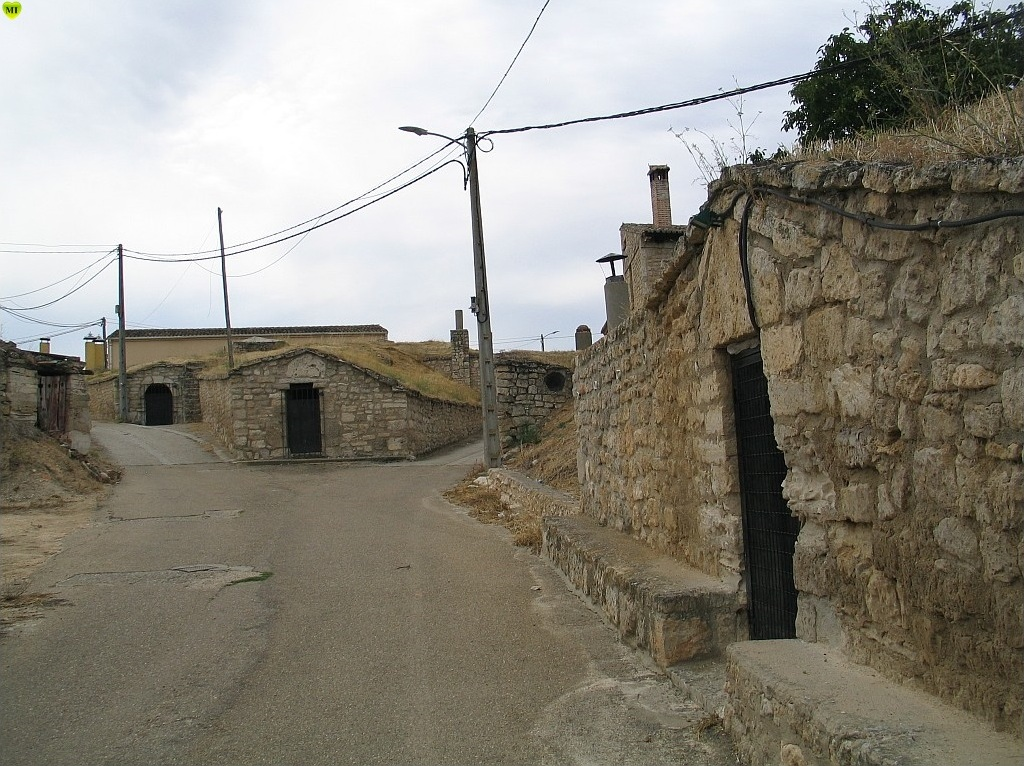
Bodegas

Integrado en la comarca de Campiña del Pisuerga, se sitúa a 29 kilómetros de la capital provincial. El término municipal está atravesado por la Autovía de Castilla A-62 entre los pK 101 y 105, además de por las carreteras provinciales VA-900, que permite la comunicación con Trigueros del Valle, y por la VA-103, que conecta con Valoria la Buena. 
El relieve del municipio es predominantemente llano, salvo por un páramo al norte, en el límite con la provincia de Palencia. El rio Pisuerga cruza el territorio haciendo de límite con Valoria la Buena; También lo cruza el Canal de Castilla. La altitud oscila entre los 799 metros en un páramo al norte y los 716 metros a orillas del río. El pueblo se alza a 765 metros sobre el nivel del mar. 
| Noroeste: Quintanilla de Trigueros | Norte: Dueñas (Palencia) | Noreste: Dueñas (Palencia)                   |
| Oeste: Trigueros del Valle         |                          | Este: Valoria la Buena                       |
| Suroeste: Trigueros del Valle      | Sur: Trigueros del Valle | Sureste: Valoria la Buena y Corcos del Valle |

## Geografía humana

### Demografía
Cuenta con una población de 404 habitantes (INE 2024).
| Gráfica de evolución demográfica de Cubillas de Santa Marta entre 1842 y 2021                                         |
| |
| Población de derecho según los censos de población del INE. Población de hecho según los censos de población del INE. |

## Administración y política

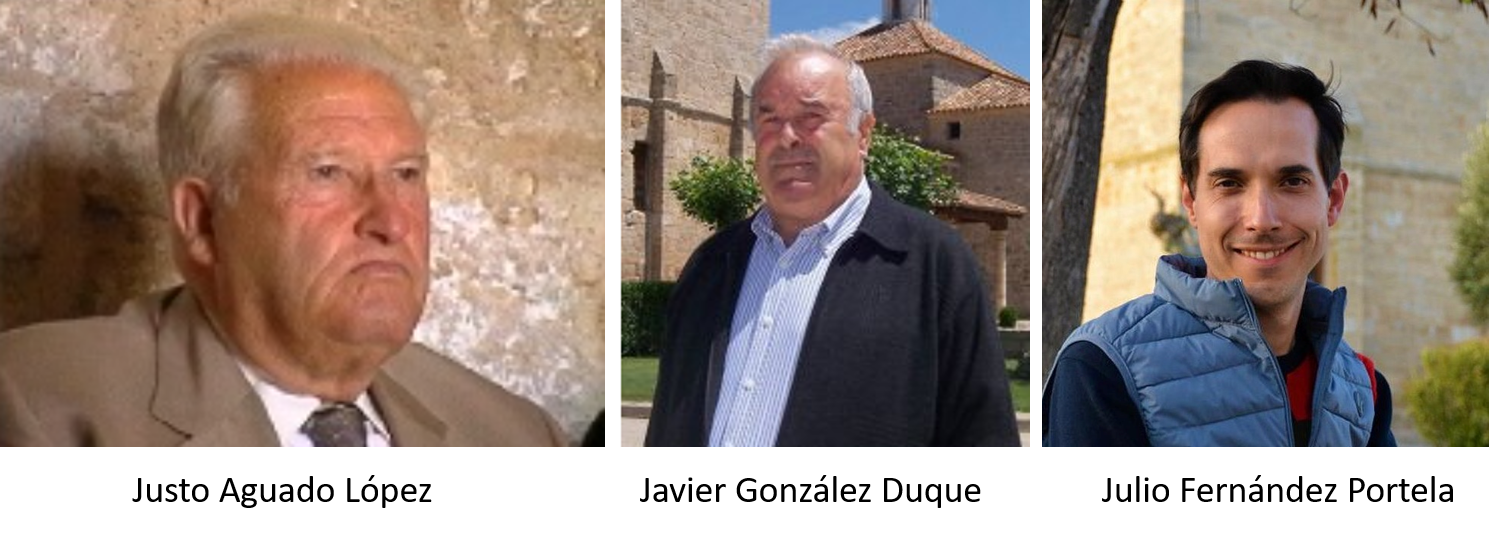
Alcaldes de Cubillas

Alcaldes de la Democracia
| Año       | Alcalde                    | Partido político |
| --------- | -------------------------- | ---------------- |
| 1979-1983 | Justo Aguado López         | ---              |
| 1983-1987 | Luis Javier González Duque | Independiente    |
| 1987-1988 | Pablo Montenegro Duque     | Independiente    |
| 1988-1991 | Luis Javier González Duque | Independiente    |
| 1991-1995 | Luis Javier González Duque | Partido Popular  |
| 1995-1999 | Luis Javier González Duque | Partido Popular  |
| 1999-2003 | Luis Javier González Duque | Partido Popular  |
| 2003-2007 | Luis Javier González Duque | Partido Popular  |
| 2007-2011 | Luis Javier González Duque | Partido Popular  |
| 2011-2015 | Luis Javier González Duque | Partido Popular  |
| 2015-2019 | Luis Javier González Duque | Partido Popular  |
| 2019-2023 | Luis Javier González Duque | Partido Popular  |
| 2023-2027 | Julio Fernández Portela    | Partido Popular  |

## Cultura

### Patrimonio

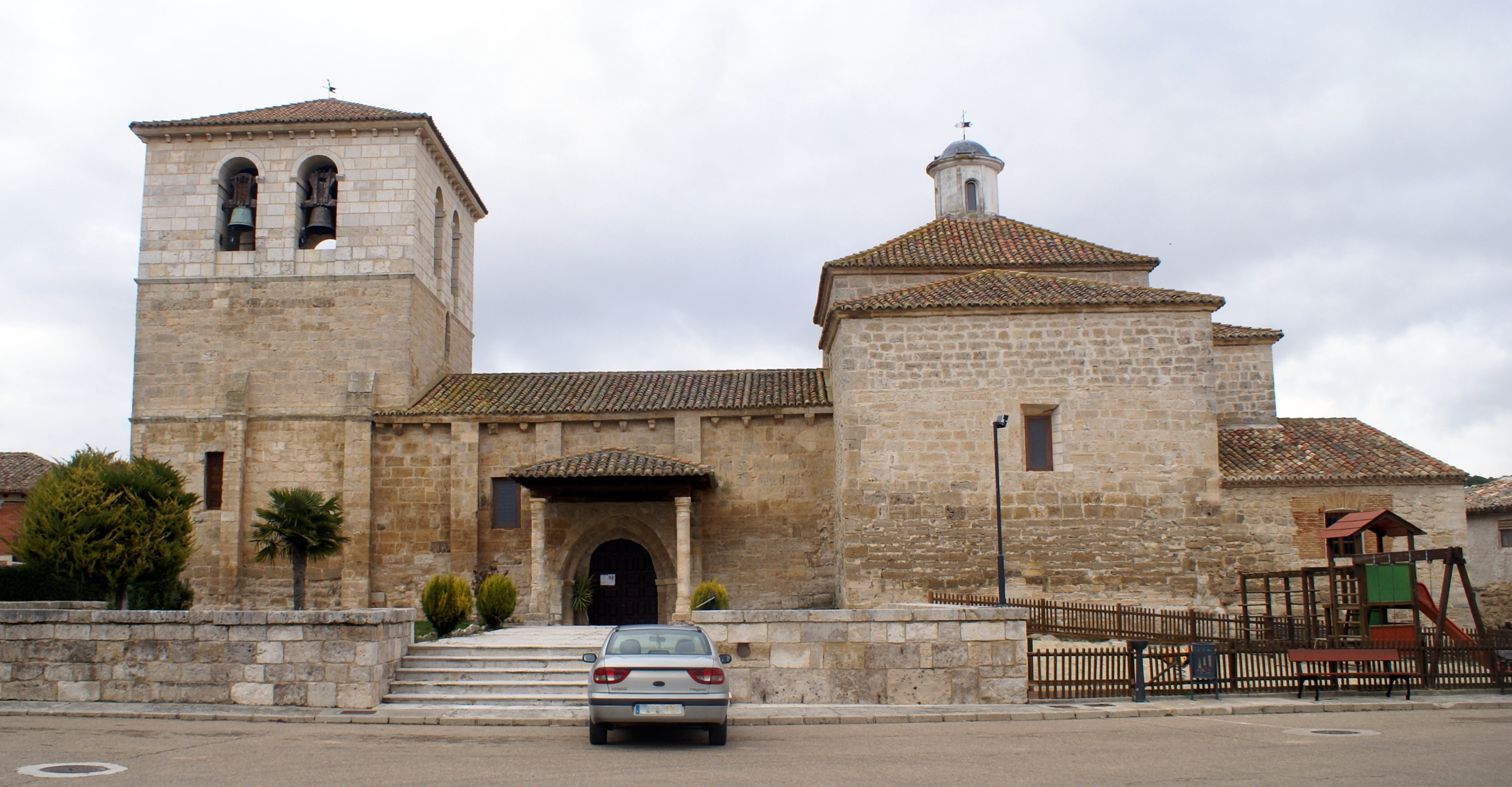
Iglesia de la Asunción de Nuestra Señora

- Iglesia de Santa María. De estilo cisterciense, data del siglo XIII y cuenta con un órgano Allen de 4000 tubos digitalizados, tres teclados, 150 registros y un pedalero de 32 notas.
- Ermita del Santo Cristo.
- Bodegas tradicionales en buena conservación.
- Casas cueva situadas en el ladera del páramo.
- Lavadero y fuente tradicional situada en "las fuentes".
- Casas blasonadas.
- Estación de Cubillas de Santa Marta (1860). Estación del ferrocarril.
- Canal de Castilla. Esclusa n.º 39 y puente de piedra. Cuenta con una casa del esclusero.

### Fiestas
- Fiesta de San Isidro Labrador. 15 de mayo.

Tradicional procesión y bendición de los campos, regado con un buen vino de la tierra y degustación de queso.
- Fiestas Patronales en honor a San Antonio de Padua. 13 de junio.

Las fiestas comienzan con el pregón a cargo de un vecino de Cubillas. A continuación gran chorizada regada con los vinos de Cubillas y acompañados de charanga o dulzaineros. La fiesta continua durante varios días con verbenas, discomovidas, actuaciones musicales, campeonatos de cartas, hinchables infantiles, juegos tradicionales, tiro al plato, paellada, etc. 
El momento más emblemático es el día 13 de junio con la misa en honor a San Antonio, seguido de un aperitivo popular para finalizar por la tarde con la procesión de la imagen de San Antonio por las calles del pueblo al ritmo de dulzainas y jotas castellanas. 
Las fiestas terminan con chocolatada y fuegos artificiales. 
- Fiestas en honor a San Pedro Apóstol. 29 de junio.

Fiestas que se celebran en Vegalatorre donde se puede disfrutar de la tradicional chorizada, discomovidas, concursos de cartas y de disfrazas y actuaciones para todos los públicos. 
- Fiesta de Santa Marta. Semana Cultural. 29 de julio.

Se celebra la semana cultural en la localidad con numerosas actividades: Romería a Las Fuentes con la Santa, misa campera y degustación de limonada. Probadilla de limonadas elaboradas por los vecinos de Cubillas, hinchables de agua, conciertos, discomovidas, degustaciones gastronómicas y más actividades.

### Cofradías religiosas
- Cofradía del Santo Cristo, celebra su festividad el día 3 de mayo.
- Cofradía del Carmen, celebra su festividad el día 16 de julio.